# 仙境传奇
《仙境传奇》是动作角色扮演类益智游戏，由Endless Fluff Games开发，并于2011年在Windows发行。
RPGFan的Andrew Barker的打出87%。